# Афарей
Афарей (др.-греч. Ἀφαρεύς) — в древнегреческой мифологии царь Мессении. Сын Периера и Горгофоны. Жена Арена (или жена Лаокоса). Дети Идас, Линкей и Пис Построил город Арену и назвал его именем жены. Принял Нелея и дал ему приморскую часть страны; также Лика (сына Пандиона), который установил в Андании таинства Великих богинь.
Могильный памятник Афарею в находится Спарте.